# Arroio das Caneleiras
Arroio das Caneleiras é um arroio que drena o município de Pelotas, cidade brasileira do estado do Rio Grande do Sul.
O Arroio das Caneleiras nasce no município de Canguçu, entrando no município de Pelotas a noroeste. Quando une suas águas com o Arroio do Quilombo passa a se chamar Arroio Pelotas, indo desaguar na Lagoa dos Patos, no lugar chamado de saco do Laranjal.